# To Tu
To Tu – czwarty album studyjny polskiego rapera KęKę, wydany 23 marca 2018 nakładem swojej własnej wytwórni Takie Rzeczy Label. Płyta zadebiutowała na 1. miejscu Polskiej listy przebojów – OLiS.

## Lista utworów
| Nr | Tytuł utworu                             | Tekst                          | Producent                     | Czas |
| -- | ---------------------------------------- | ------------------------------ | ----------------------------- | ---- |
| 1  | „Rutyna”                                 | Piotr Siara                    | 2K, APmg                      | 3:51 |
| 2  | „Awdgb” (gościnnie Jan Siara)            | Piotr Siara, Jan Siara         | Deemz                         | 2:57 |
| 3  | „Na dłoni” (gościnnie Andrzej Grabowski) | Piotr Siara, Andrzej Grabowski | PSR                           | 3:43 |
| 4  | „Samson”                                 | Piotr Siara                    | PSR                           | 2:57 |
| 5  | „Brzmienie” (gościnnie Sarsa)            | Piotr Siara, Marta Markiewicz  | Sondr duet                    | 2:40 |
| 6  | „Zrobiłeś to chłopak”                    | Piotr Siara                    | PSR                           | 3:52 |
| 7  | „Nic dodać, nic ująć”                    | Piotr Siara                    | PSR                           | 2:55 |
| 8  | „Nigdy ponad stan”                       | Piotr Siara                    | Sergiusz                      | 3:02 |
| 9  | „Cesarz”                                 | Piotr Siara                    | Boryrobibity                  | 3:09 |
| 10 | „1000 kcal.”                             | Piotr Siara                    | Michał Graczyk, 2K, Risk Zero | 3:12 |
| 11 | „Zoba, zoba” (gościnnie Białas)          | Piotr Siara, Mateusz Karaś     | Young Veteran                 | 3:03 |
| 12 | „Nie pytaj mnie o nic”                   | Piotr Siara                    | Michał Graczyk, Sergiusz      | 2:54 |
| 13 | „Serce matki”                            | Piotr Siara                    | soSpecial                     | 3:54 |
| 14 | „Idzie wiosna”                           | Piotr Siara                    | soSpecial                     | 3:31 |

## Certyfikaty
| Data                 | Certyfikat         | Sprzedaż |       |
| -------------------- | ------------------ | -------- | ----- |
| 11 kwietnia 2018     | złota płyta        | 15 000+  | [ 4 ] |
| 9 maja 2018          | platynowa płyta    | 30 000+  | [ 5 ] |
| 24 października 2018 | 2× platynowa płyta | 60 000+  | [ 5 ] |
| 11 grudnia 2019      | 3× platynowa płyta | 90 000+  | [ 6 ] |
| 5 października 2022  | 4× platynowa płyta | 120 000+ | [ 7 ] |
| 30 grudnia 2024      | diamentowa płyta   | 150 000+ | [ 8 ] |
|                      |                    |          |       |